# أونصة
الأونصة هي إحدى وحدات قياس الكتلة، وهي مستخدمة في عدد من الأنظمة المختلفة لوحدات القياس وتساوي 28,349523125 جرام. لكن بالنسبة للأونصة كوحدة قياس المعادن النفيسة فتساوي 31.1034768 جرام وتسمي أونصة تروي.

## أصل الكلمة
الأونصة كلمة مشتقة من الكلمة اللاتينية Uncia كما لها أصل في اللغة الإنجليزية القديمة يدعي ynsan.

## مقدارها
يختلف مقدار الأونصة باختلاف الموزون فمثلاً إذا كان الموزون معدن من المعادن النفيسة كالذهب والفضة والبلاتين والبلاديوم فتعادل الأونصة 31.1034768 جرام ولكن في موازين أخرى تعادل 28,349523125 جرام فقط كما تم الذكر مسبقاً، لذلك يجب معرفة الموزون أولاً لتحديد مقدار الاونصة الصحيح.
| البديل (الاونصة)      | تعادل بالجرام | تعادل في الحبوب |
| --------------------- | ------------- | --------------- |
| أونصة الأوزان الدولية | 28.3495231    | 437.5           |
| الأونصة الدولية       | 31.1034768    | 480             |
| أونصة الصيدليون       | 31.1034768    | 480             |
| أونصة ماريا تيريزا    | 28.0668       |                 |
| الأونصة الإسبانية     | 28.75         |                 |
| الأونصة الهولندية     | 100           |                 |
| الأونصة الصينية       | 50            |                 |

### أونصة الأوزان الدولية
أونصة الأوزان الدولية هي الأكثر شيوعاً واستخداماً في عالمنا اليوم، ويرجع السبب في ذلك وراء قيام الولايات المتحدة الأمريكية بالاتفاق مع دول الكومونولث في عام 1959 علي تحديد الأوزان الدولية لتساوي الأونصة بالضبط 28.3495231 جرام وتساوي من الحبوب 437.5 من الحبوب.
وبالرغم من قيام المملكة المتحدة (إنجلترا) بوقوف استخدام هذه الأونصة قانوناً لأغراض اقتصادية وإدارية خاصة بالبلاد إلا أنها ما زالت شائعة خاصة بين كبار السن فضلاً عن مدي استخدامها عالمياً من قبل كل الدول التابعة للولايات المتحدة الأمريكية اقتصادياً.

### الأونصة الدولية
الأونصة الدولية تساوي 480 من الحبوب وفي المقابل تعادل 31.1034768 من الجرامات، ويشيع استخدام هذه الاونصة في المعادن النفيسة كالذهب والفضة وغيرها.

### أونصة الصيدليون
تسمي أونصة الصيدليون أيضاً بأونصة الكيميائيون وتساوي في قيماتها الأونصة الدولية.

### أونصة ماريا تيريزا
يشيع استخدام هذه الاونصة في إثيوبيا وأريتريا وبعض الدول الأوروبية وتعادل 28.0668 جرام.

### الأونصة الإسبانية
يرجع أصل هذه الوحدة إلي إسبانيا وتساوي 28.75 من الجرامات.